# Okres Nowa Sól
Okres Nowa Sól (polsky Powiat nowosolski) je okres v polském Lubušském vojvodství. Rozlohu má 770,73 km² a v roce 2020 zde žilo 85 733 obyvatel. Sídlem správy okresu je město Nowa Sól.

## Gminy
Městská:
- Nowa Sól

Městsko-vesnické:
- Bytom Odrzański
- Kożuchów
- Nowe Miasteczko
- Otyń

Vesnické:
- Kolsko
- Nowa Sól
- Siedlisko

## Města
- Bytom Odrzański
- Kożuchów
- Nowa Sól
- Nowe Miasteczko
- Otyń

## Sousední okresy
| Růžice kompasu | Zielona Góra        | Zielona Góra     | Wolsztyn | Růžice kompasu |
| Růžice kompasu | Żagań, Zielona Góra | Sever            | Wschowa  | Růžice kompasu |
| Růžice kompasu | Żagań, Zielona Góra | Okres Nowa Sól   | Wschowa  | Růžice kompasu |
| Růžice kompasu | Żagań, Zielona Góra | Jih              | Wschowa  | Růžice kompasu |
| Růžice kompasu | Żagań               | Polkowice, Żagań | Głogów   | Růžice kompasu |